# Aeroportul Cascade Locks State
Aeroportul Cascade Locks State (IATA: CZK, ICAO: KCZK, FAA LID: CZK) este un aeroport din Oregon, Statele Unite ale Americii ce deservește zona Cascade Locks⁠(d). A fost numit după zona deservită.
Situat la o altitudine de 46 m, aeroportul dispune de 1 pistă.

## Infrastructură

### Piste
Aeroportul dispune de o singură pistă. Pista 06/24 are suprafața de asfalt și dimensiunile 1.800 picioare × 30 picioare. 